# Памятники истории и культуры местного значения Шымкента
Памятники истории и культуры местного значения города Шымкента — отдельные постройки, здания и сооружения, некрополи, произведения монументального искусства, памятники археологии, включенные в Государственный список памятников истории и культуры местного значения города Шымкента. Списки памятников истории и культуры местного значения утверждаются исполнительным органом региона по представлению уполномоченного органа по охране и использованию историко-культурного наследия.
В Государственном списке памятников истории и культуры местного значения города в редакции постановления акимата города Шымкента от 2 июня 2020 года числились 9 наименований, из которых 4 — памятники градостроительства и архитектуры, 4 — памятники археологии.

## Список памятников
| Номер в списке | Название                | Изображение          | Годы постройки               | Место нахождения                                                     | Вид памятника                    |
| -------------- | ----------------------- | -------------------- | ---------------------------- | -------------------------------------------------------------------- | -------------------------------- |
| 1              | Дворец металлургов      | Дворец металлургов   | середина 1950-х гг.          | Абайский район, улица 1 Мая, 10                                      | градостроительство и архитектура |
| 2              | Дом жилой               |                      | начало XX в.                 | Аль-Фарабийский район, улица Анарова, 22                             | градостроительство и архитектура |
| 3              | Церковь Никольская      | Бывшее здание церкви | начало XX в.                 | Аль-Фарабийский район, улица Казыбек би, 34                          | градостроительство и архитектура |
| 4              | Школа                   |                      | середина 1950-х гг.          | Абайский район, улица Ш. Калдаякова, 12                              | градостроительство и архитектура |
| 5              | Городище Шымкент        |                      | ІІІ—ІІ вв до н. э. — XIX вв. | Аль-Фарабийский район, улица Айтеке би, № 30/29                      | археология                       |
| 6              | Курган (царский)        |                      | I—ІV вв.                     | Северная часть города, на пересечении улиц Т. Рыскулова и Д. Конаева | археология                       |
| 7              | Курганный могильник (4) |                      | І тыс. до н. э.              | Левый берег реки Бадам, по дороге из города Шымкента в город Ташкент | археология                       |
| 8              | Курган одиночный        |                      | І тыс. до н. э.              | Левый берег реки Бадам, напротив масложиркомбината                   | археология                       |